# Copa Libertadores de Futsal 2025
La Copa Libertadores de Futsal 2025 fue la 24.ª edición del principal torneo sudamericano de clubes de futsal organizado por la CONMEBOL. Se disputó en la ciudad de Luque, Paraguay, del 25 de mayo al 1 de junio de 2025 en el COP Arena.

## Equipos participantes
Lista de los 12 equipos 
| País                            | Equipo                                | Vía de clasificación                                                               |
| ------------------------------- | ------------------------------------- | ---------------------------------------------------------------------------------- |
| Argentina                       | 17 de Agosto                          | Campeón del Torneo Local de Futsal 2024 Campeón de la Liga Nacional de Futsal 2024 |
| Bolivia 1 cupo                  | Fantasmas Morales Moralitos           | Campeón de la Liga Nacional de Fútsal 2023                                         |
| Brasil 1 cupo + campeón vigente | Joinville Esporte Clube Magnus Futsal |                                                                                    |
| Chile 1 cupo                    | Colo Colo                             | Campeón de la Copa Chile de Futsal 2024                                            |
| Colombia 1 cupo                 | Sabaneros FC                          | Campeón de la Superliga Colombiana de Fútsal 2025                                  |
| Ecuador 1 cupo                  | Divino Niño SC                        | Campeón de la Liga Nacional de Futsal de Ecuador 2024                              |
| Paraguay 1 cupo + anfitrión     | Cerro Porteño Afemec                  | Campeón de la Liga Premium de Futsal 2024                                          |
| Perú 1 cupo                     | Universitario                         | Campeón de la Liga Futsal Pro 2024                                                 |
| Uruguay 1 cupo                  | Peñarol                               | Campeón del Campeonato Uruguayo de Fútbol Sala 2024                                |
| Venezuela 1 cupo                | Centauros                             | Campeón de la Liga FUTVE Futsal 1 2024                                             |

## Fase preliminar
La fase preliminar (o fase de grupos) se jugará a una sola rueda de partidos divididos en 3 grupos de 4 equipos cada uno. Clasificarán a los cuartos de final, los equipos que ocupan las dos primeras posiciones en cada grupo, más los dos mejores terceros colocados.
     Clasificado a la fase final.
     Posible clasificado a la fase final como uno de los dos mejores terceros.
- Todos los horarios son en UTC-03:00, hora oficial de Paraguay.

### Grupo A
| Pos. | Equipos       | PJ | PG | PE | PP | GF | GC | Dif. | Pts. |
| ---- | ------------- | -- | -- | -- | -- | -- | -- | ---- | ---- |
| 1.   | Magnus Futsal | 3  | 3  | 0  | 0  | 21 | 3  | +18  | 9    |
| 2.   | Sabaneros FC  | 3  | 2  | 0  | 1  | 5  | 3  | +2   | 6    |
| 3.   | Colo Colo     | 3  | 1  | 0  | 2  | 7  | 13 | -6   | 3    |
| 4.   | Afemec        | 3  | 0  | 0  | 3  | 5  | 19 | -14  | 0    |

### Grupo B
| Pos. | Equipos        | PJ | PG | PE | PP | GF | GC | Dif. | Pts. |
| ---- | -------------- | -- | -- | -- | -- | -- | -- | ---- | ---- |
| 1.   | Centauros      | 3  | 2  | 1  | 0  | 3  | 6  | +3   | 7    |
| 2.   | Cerro Porteño  | 3  | 2  | 0  | 1  | 8  | 3  | +3   | 6    |
| 3.   | 17 de Agosto   | 3  | 1  | 1  | 1  | 5  | 8  | -3   | 4    |
| 4.   | Divino Niño SC | 3  | 0  | 0  | 3  | 6  | 9  | -3   | 0    |

### Grupo C
| Pos. | Equipos       | PJ | PG | PE | PP | GF | GC | Dif. | Pts. |
| ---- | ------------- | -- | -- | -- | -- | -- | -- | ---- | ---- |
| 1.   | Joinville     | 3  | 2  | 0  | 1  | 8  | 5  | +3   | 6    |
| 2.   | Peñarol       | 3  | 2  | 0  | 1  | 5  | 2  | +3   | 6    |
| 3.   | Fantasmas     | 3  | 1  | 1  | 1  | 4  | 5  | -1   | 4    |
| 4.   | Universitario | 3  | 0  | 1  | 2  | 2  | 7  | -5   | 1    |

## Resultados

### Cuadro principal
|  | Cuartos de final | Cuartos de final | Cuartos de final |               |               | Semifinales   | Semifinales | Semifinales |           |              | Final        | Final        | Final      |  |
|  | 29 de mayo       | 29 de mayo       | 29 de mayo       |               |               | 31 de mayo    | 31 de mayo  | 31 de mayo  |           |              | 1 de junio   | 1 de junio   | 1 de junio |  |
|  |                  |                  |                  |               |               |               |             |             |           |              |              |              |            |  |
|  |                  |                  |                  |               |               |               |             |             |           |              |              |              |            |  |
|  | Peñarol          | Peñarol          | 4 (3)            |               |               |               |             |             |           |              |              |              |            |  |
|  | Peñarol          | Peñarol          | 4 (3)            |               |               |               |             |             |           |              |              |              |            |  |
|  | Sabaneros FC     | Sabaneros FC     | 4 (0)            |               |               |               |             |             |           |              |              |              |            |  |
|  | Sabaneros FC     | Sabaneros FC     | 4 (0)            |               | Peñarol       | Peñarol       | 1           |             |           |              |              |              |            |  |
|  |                  |                  |                  |               | Peñarol       | Peñarol       | 1           |             |           |              |              |              |            |  |
|  |                  |                  | Centauros        | Centauros     | 0             |               |             |             |           |              |              |              |            |  |
|  | Centauros        | Centauros        | Centauros        | Centauros     | 0             | 2             |             |             |           |              |              |              |            |  |
|  | Centauros        | Centauros        |                  |               |               |               |             |             |           |              |              |              |            |  |
|  | Fanstasmas MM    | Fanstasmas MM    | 1                |               |               |               |             |             |           |              |              |              |            |  |
|  | Fanstasmas MM    | Fanstasmas MM    | 1                |               |               |               |             |             |           | Peñarol      | Peñarol      | 3            |            |  |
|  |                  |                  |                  |               |               |               |             |             |           | Peñarol      | Peñarol      | 3            |            |  |
|  |                  |                  | Magnus Futsal    | Magnus Futsal | 1             |               |             |             |           |              |              |              |            |  |
|  | Magnus Futsal    | Magnus Futsal    | Magnus Futsal    | Magnus Futsal | 1             | 2             |             |             |           |              |              |              |            |  |
|  | Magnus Futsal    | Magnus Futsal    |                  |               |               |               |             |             |           |              |              |              |            |  |
|  | 17 de Agosto     | 17 de Agosto     | 0                |               |               |               |             |             |           |              |              |              |            |  |
|  | 17 de Agosto     | 17 de Agosto     | 0                |               | Magnus Futsal | Magnus Futsal | 2           |             |           | Tercer Lugar | Tercer Lugar | Tercer Lugar |            |  |
|  |                  |                  |                  |               | Magnus Futsal | Magnus Futsal | 2           |             |           | Tercer Lugar | Tercer Lugar | Tercer Lugar |            |  |
|  |                  |                  | Joinville        | Joinville     | 1             |               |             |             |           |              |              |              |            |  |
|  | Cerro Porteño    | Cerro Porteño    | Joinville        | Joinville     | 1             | 2             |             |             | Joinville | Joinville    | 3            |              |            |  |
|  | Cerro Porteño    | Cerro Porteño    |                  |               |               |               |             |             | Joinville | Joinville    | 3            |              |            |  |
|  | Joinville        | Joinville        | 5                |               |               |               |             |             |           |              | Centauros    | Centauros    | 0          |  |
|  | Joinville        | Joinville        | 5                |               |               |               |             |             |           |              | Centauros    | Centauros    | 0          |  |
|  |                  |                  |                  |               |               |               |             |             |           |              |              |              |            |  |

## Campeón
Peñarol se consagró campeón al vencer en la final 3–1 a Magnus Futsal.